# العرش وما روي فيه (كتاب)
كتاب العرش وما روي فيه هو كتاب عن علو الله سبحانه وعرشه، ألفه الحافظ أبو جعفر بن أبي شيبة (210 هـ-297 هـ)، يبحث المؤلف في كتابه في واحدة من المسائل الاعتقادية الهامة عند المسلمين، وبالتحديد في مسألة من مسائل الصفات تعددت فيها المذاهب والأقوال، وهذه المسألة هي مسألة علو الله واستوائه على عرشه سبحانه وتعالى.
وقد بين المؤلف في كتابه منهج السلف الصالح ومعتقدهم في المسألة من إثبات علو الله واستوائه على عرشه، وذلك عن طريق النصوص التي بينت هذه المسألة، وكان منهج المؤلف في كتابه في التالي:
1. تعرض المؤلف في البداية لسبب تأليفه لكتابه العرش وما روي عنه، فعرض لمذهب الجهمية في المسألة وبين مخالفتهم لمنهج السلف، وذلك بإنكارهم لوجود عرشه، وكل ذلك بصورة موجزة دون التعرض لشبههم واعتراضاتهم.
2. لم يقتصر علي تخريج المرفوعات بل أضاف إلى ذلك الآثار المروية عن الصحابة والتابعين، وبذلك يكون الكتاب قد احتفظ لنا بجملة لا بأس بها من أقوال أئمة السلف في العلو والاستواء.
3. لم يعقب المصنف على النصوص التي أوردها لا بالشرح والبيان، ولا بالتصحيح والتضعيف.